# (73953) 1997 UN20
(73953) 1997 UN20 – planetoida z pasa głównego asteroid okrążająca Słońce w ciągu 5,66 lat w średniej odległości 3,17 j.a. Odkryta 27 października 1997 roku.